# Army of Lovers
Gli Army of Lovers sono un gruppo musicale eurodance svedese formatosi nel 1987.

## Storia del gruppo
I tre membri fondatori del gruppo sono Alexander Bard, Jean-Pierre Barda e Camilla Henemark. La band ha avuto successo nel 1991 col singolo Crucified, tratto dall'album Massive Luxury Overdose.
Tra il 1991 e il 1995 il gruppo ha subito alcune modifiche nella formazione. Nel 1996 il gruppo si è sciolto e Bard ha deciso di formare i Vacuum.
Durante il nuovo millennio, il gruppo si è riunito occasionalmente per concerti-evento o per promuovere progetti discografici. Nel 2013 hanno partecipato al Melodifestivalen.

## Formazione
- Alexander Bard (1987-1996, 2013)
- Jean-Pierre Barda (1987-1996, 2013)
- Camilla Henemark (1987-1991, 1995-2001, 2013)
- Michaela Dornonville de la Cour (1991-1995)
- Dominika Peczynski (1992-2011, 2013)

## Discografia parziale

### Album in studio
- 1990 - Disco Extravaganza
- 1991 - Massive Luxury Overdose
- 1993 - The Gods of Earth and Heaven
- 1994 - Glory, Glamour and Gold
- 2023 - Sexodus

### Raccolte
- 1995 - Les Greatest Hits
- 1997 - Master Series 88-96
- 2001 - Le Grand Docu-Soap
- 2001 - Le Remixed Docu-Soap
- 2003 - 14 Klassiker
- 2013 - Big Battle of Egos